# Annapolis (Maryland)
Annapolis és la capital de l'Estat de Maryland, Estats Units, i la seu del Comtat d'Anne Arundel. És una ciutat amb una població de 35.838 habitants (cens del 2000). La ciutat forma part de l'Àrea metropolitana de Baltimore-Washington.
Està situada a la vora del riu Severn a uns 3 km de l'entrada de la Badia de Chesapeake, 40 km al sud-est de Baltimore i aproximadament a la mateixa distància de Washington DC. A Annapolis s'hi troba l'Acadèmia Naval dels Estats Units.

## Història
El 1649 exiliats puritans provinents de Virgínia i liderats per William Stone van establir un assentament anomenat Providencia en la costa nord del riu Severn. Aquests primers habitants aviat es van desplaçar cap a un port millor protegit a la costa sud fundant un poble que va rebre una successiva sèrie de noms fins que en 1694 Sir Francis Nicholson va situar la capital de la colònia real allí rebent el nom d'Annapolis en honor de la Princesa Anna, qui aviat seria Reina de Gran Bretanya. El 1708 la població va ser elevada al rang de ciutat. Des d'intervinguts del segle xviii fins a la guerra d'independència, Annapolis es va caracteritzar per la seva societat conreada. La Gazeta de Maryland, que es va convertir en un setmanari important, va ser fundat per Jonas Green el 1745; el 1769 va obrir un teatre; durant aquest període va ser un important centre de comerç, per a després declinar amb el sorgiment de Baltimore, el 1780, com a port d'entrada i actualment la principal activitat comercial de la ciutat és el seu centre de processament d'ostres.
Annapolis es va convertir en la capital temporal dels Estats Units després de signar-se el Tractat de París el 1783. El Congrés va tenir les seves sessions en la seu de l'estat entre el 26 de novembre de 1783 i el 3 de juny de 1784. El 23 de desembre de 1783 el General Washington va renunciar a Annapolis al seu lloc de comandant en cap de l'exèrcit continental. El 1786, es va convidar a participar en representants de tots els estats a una convenció per a tractar el tema de les regles de comerç, però només van assistir delegats de cinc estats(Nova York, Pennsilvània, Virgínia, Nova Jersey i Delaware). Els representants van decidir convocar a una nova convenció a Filadèlfia a l'any següent amb la finalitat d'aprovar correccions als articles de la confederació. En aquesta convenció de Filadèlfia es va aprovar la Constitució dels Estats Units d'Amèrica.

### 1849-1900
Durant la guerra civil, es va establir un camp de presoners a Annapolis. Al continuar la guerra, els territoris veïns van ser habilitats perquè hi habitessin presoners alliberats sota paraula. Moltes cases que encara existeixen daten d'aquesta època. La zona on es van establir els presoners alliberats encara es diu Parole.

## Personatges il·lustres
- Charles Carroll (1737 - 1832) polític

## Demografia

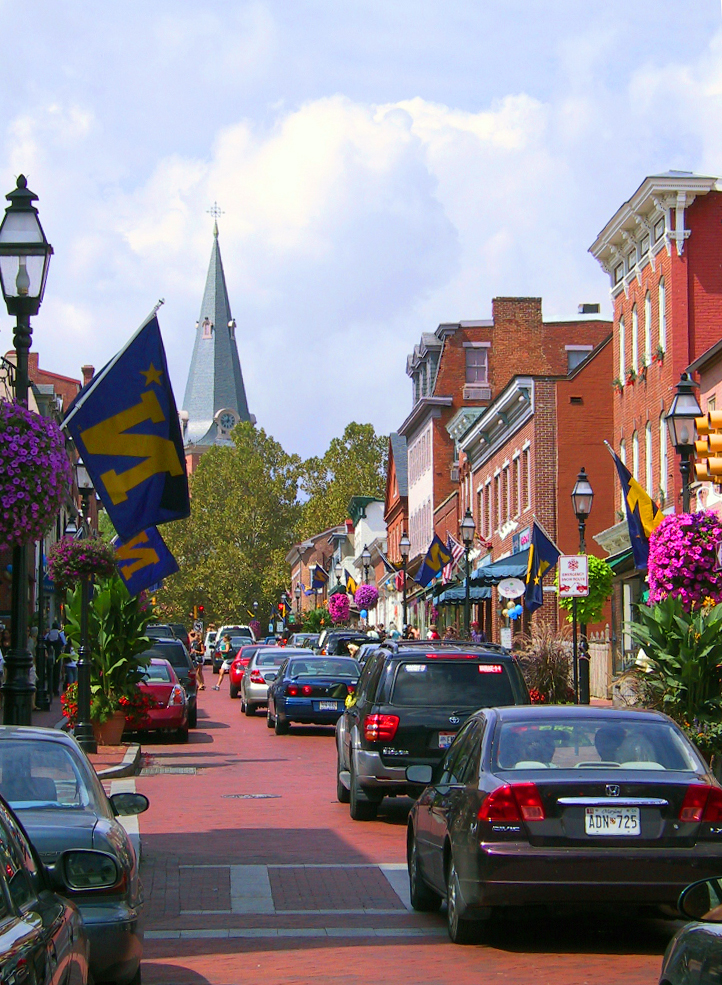
Carrer principal al centre d'Annapolis.

Segons el cens del 2000, la ciutat té 35.838 habitants, 15.303 llars i 8.676 famílies residents. La densitat de població és de 2.056,0 hab/km². Hi ha 16.165 unitats habitacionals amb una densitat mitjana de 927,4 o.a./km². La composició raçal de la població de la ciutat és 62,66% Blanca, 31,44% Afroamericana, 0,17% Nativa americana, 1,81% Asiàtica, 0,03% de les illes del Pacífic, 2,22% d'altres orígens i 1,67% de dues o més races. El 6,42% de la població és d'origen hispà o llatí.
Dels 15.303 llars, en el 24,5% d'ells són menors d'edat, 36,6% estan formats per parelles casades que viuen juntes, 16,3% són duts per una dona sense espòs present i 43,3% no són famílies. El 32,9% de totes les llars estan formats per una sola persona i 9,2% d'ells inclouen a una persona de més de 65 anys. La mitjana d'habitants per llar és de 2,30 i la grandària mitjana de les famílies és de 2,93 persones.
El 21,7% de la població de la ciutat té menys de 18 anys, el 9,3% té entre 18 i 24 anys, el 33,4% té entre 25 i 44 anys, el 23,7% té entre 45 i 64 anys i l'11,9% té més de 65 anys. La mitjana de l'edat és de 36 anys. Per cada 100 dones hi ha 90,0 homes i per cada 100 dones de més de 18 anys hi ha 86,8 homes.
La renda mitjana d'una llar de la ciutat és de 49.243 $, i la renda mitjana d'una família és de 56.984 $. Els homes guanyen una mitjana de 39.548 $ i 30.741 $ les dones. La renda per capita a la ciutat és de 27.180 $. El 12,7% de la població i 9,5% de les famílies tenen entrades per sota el nivell de pobresa. De la població total sota el nivell de pobresa, el 20,8% són menors de 18 anys i el 10,4% són majors de 65 anys.